# Stiftung Prix Jeunesse
Die Stiftung Prix Jeunesse wurde 1964 vom Freistaat Bayern, der Stadt München und dem Bayerischen Rundfunk gegründet. 1971 schlossen sich das ZDF an, 1991 die Bayerische Landeszentrale für neue Medien. Von 2005 bis 2013 war außerdem Super RTL Mitglied der Gesellschaft. Das Kinderfernseh-Festival Prix Jeunesse International wird von der Europäischen Rundfunkunion und der UNESCO gefördert.

## Geschichte
Helmut Oeller, zu dem Zeitpunkt Leiter der Hauptabteilung Produktion Fernsehen beim Bayerischen Rundfunk, hatte 1962/1963 die Idee, einen internationalen Wettbewerb für Kinder- und Jugendfernsehen zu entwickeln. Im Rahmen von Verhandlungen mit der European Broadcasting Union, der UNESCO, UNICEF sowie der Stadt München und dem Freistaat Bayern sicherten ihm alle ihre Unterstützung bei der Verwirklichung dieses Projekts zu. Somit wurde vom 8. bis 11. Oktober 1963 ein Vorbereitungsseminar mit 80 Teilnehmern aus 16 Ländern in München abgehalten. In den folgenden Monaten gründete das Präsidium (Mitglieder u. a. Theodor Maunz, Hans-Jochen Vogel, Christian Wallenreiter, Dieter Sattler und Helmuth Becker) das Vorbereitungskomitee für den ersten Prix Jeunesse, dem auch Helmut Oeller angehörte. In dessen Sitzungen sollten die Zielsetzungen und Strukturen der Festivals- bzw. Wettbewerbsveranstaltung erarbeitet werden. Vom 5. bis 12. Juni 1964 fand der erste Prix Jeunesse mit 64 Wettbewerbsbeiträgen von 32 Rundfunkorganisationen aus 24 Ländern statt.

## Aufgaben
Die Aufgabe der Stiftung ist die Förderung der Qualität im nationalen und internationalen Kinder- und Jugendfernsehen und somit das Vertiefen des Verständnisses zwischen den Völkern sowie das Lernen über und von anderen Kulturen.
Kernstück der Arbeit der Stiftung ist die Ausrichtung des Prix Jeunesse International, dem Fernsehfestival für Kinder- und Jugendprogramme in München.
Neben der Ausrichtung des Festivals führt die Stiftung in enger Zusammenarbeit mit Partnerorganisationen auf allen Kontinenten jährlich um die 40 Workshops durch, in denen Profis, aber auch Kinder vom Filmarchiv des Prix Jeunesse und seinem weltweiten Netzwerk von engagierten Experten profitieren.
Daneben gibt es für Kindergärten und Schulen den „Prix Jeunesse Koffer für Kids“. Kindern wird die Möglichkeit geboten, ausgewählte Prix Jeunesse-Programme anzusehen und anhand pädagogischen Begleitmaterials verschiedene Themen zu erarbeiten. Damit fördert der „Prix Jeunesse Koffer für Kids“ sowohl die Medienkompetenz der Kinder, als auch ihr interkulturelles Verständnis.

## Organisation

### Präsidium
- ZDF
- Bayerischer Rundfunk
- Freistaat Bayern
- Stadt München
- Bayerische Landeszentrale für neue Medien
- European Broadcasting Union
- UNESCO

### Fördergesellschaft
- ZDF
- Bayerischer Rundfunk
- Freistaat Bayern
- Stadt München
- Bayerische Landeszentrale für neue Medien
- Super RTL (2005–2013)
- Fernsehdirektor BR
- Kulturreferent Stadt München

### Internationaler Beirat
- American Center for Children and Media
- Asia-Pacific Broadcasting Union (ABU)
- Asia-Pacific Institute for Broadcasting Development (AIBD)
- Arabic States Broadcasting Union (ASBU)
- African Union of Broadcasters (AUB)
- Commonwealth Broadcasting Association (CBA)
- International Centre of Film for Children and Young People (CIFEJ)
- European Broadcasting Union (EBU)
- Goethe-Institut
- UNESCO
- UNICEF
- Dafna Lemish

## Prix Jeunesse International
Mit dem 1964 ins Leben gerufenen Fernsehwettbewerb „Prix Jeunesse International“ werden hochwertige Kinder- und Jugendfernsehprogramme aus der ganzen Welt ausgezeichnet, die in ihrem jeweiligen kulturellen Kontext Kinder und Jugendliche bei ihrer mentalen und sozialen Entwicklung unterstützen. Die Teilnahme am Wettbewerb ist kostenfrei, einreichberechtigt sind in erster Linie Sendeanstalten und Produktionsfirmen.
Der „Prix Jeunesse International“ findet alle zwei Jahre beim Bayerischen Rundfunk in München statt. Zur Festivalwoche kommen über 400 Kinderfernsehproduzenten aus über 60 Ländern. Gemeinsam sichten, diskutieren und bewerten sie die zum Festival eingereichten Programme. Jedes Festival steht unter einem speziellen Thema. In Informationseinheiten werden neueste, wissenschaftliche Erkenntnisse präsentiert. Die Kinderfernsehmacher aus aller Welt haben dadurch Gelegenheit, sich intensiv mit den neuesten Entwicklungen im Kinderfernsehen auseinanderzusetzen.

## Veranstaltungen seit 2006
- Prix Jeunesse 2006, 5. Mai – 10. Mai 2006, Festival-Thema: „Laugh and the World Laughs With You: Kids, TV and Humour.“
- Prix Jeunesse 2008, 30. Mai – 4. Juni 2008, Festival-Thema: „Girls and Boys and Television: The Role of Gender.“
- Prix Jeunesse 2010, 28. Mai – 2. Juni 2010, Festival-Thema: „Different and the Same: Celebrating Diversity.“
- Prix Jeunesse 2012, 1. Juni – 6. Juni 2012, Festival-Thema: „Watch, Learn and Grow with Children's TV.“
- Prix Jeunesse 2014, 30. Mai – 4. Juni 2014, Festival-Thema: „Feelings in Focus: Emotions in Children's TV.“
- Prix Jeunesse 2016, 20. Mai – 25. Mai 2016, Festival-Thema: „What it means to be me. Identity and Children's TV.“
- Prix Jeunesse 2018, 25. Mai – 30. Mai 2018, Festival-Thema: „Strong Stories for Strong Children. Resilience and Storytelling.“

## Auszeichnungen
Seit 2016 wird pro Festival in folgenden sechs Hauptkategorien der „PRIX JEUNESSE“ vergeben:
- Up to 6 Fiction
- Up to 6 Non-Fiction
- 7–10 Fiction
- 7–10 Non-Fiction
- 11–15 Fiction
- 11–15 Non-Fiction

Zudem werden herausragende Fernsehproduktionen mit Spezial- oder Ehrenpreisen ausgezeichnet:
Ehrenpreis im Namen der UNICEF
Der Preis geht an das Kinder- oder Jugendprogramm, das am überzeugendsten aufzeigen konnte, wie Kindern auf der ganzen Welt geholfen werden kann, ein gesundes, erfülltes und glückliches Leben zu führen.
Ehrenpreis im Namen der UNESCO
Dieser Preis zeichnet das Kinder- oder Jugendprogramm aus, das am überzeugendsten für das Verständnis einer anderen Kultur wirbt und sich auf besondere Weise für eine offene Kommunikation im Sinne einer wahrhaften Partnerschaft einsetzt.
Gender Equity Prize (seit 2014)
Ausgezeichnet werden Programme, die für eine innovative Herangehensweise an die Darstellung von Geschlechterrollen im Kinderfernsehen stehen.
Preis der Kinderjury
Zwei Kinderjuries zeichnen ihre Favoriten aus. Die deutsche Kinderjury zeichnet die besten Programme in den Kategorien 7–10 Fiction und 7–10 Non-Fiction aus.
Prize of the International Youth Jury
Insgesamt sechs internationale Jugendjurymitglieder vergeben zwei Preise in den Kategorien 11–15 Fiction und 11–15 Non-Fiction.
The Heart Prize
Preis für den Beitrag des Festivals, der die Zuschauer am meisten berührt hat.
Interactivity Prize
Preis für crossmediale Einheiten (Webseite, App etc.), die mit einem Kinderfernsehprogramm verbunden sind.
Theme Prize
Preis für das Programm, das das jeweilige Festivalthema am gelungensten aufgreift und umsetzt.
Special Achievement Prize
Preis für ein Programm, das in einem schwierigen Produktionsumfeld entstanden ist.
Shorts Prize (seit 2016)
Preis für ein Programm, das maximal vier Minuten lang ist.

### Bekannte Preisträger seit 1964
(Kategorien in Klammern)
- 1970
  - „Sesamstraße“, USA – (up to 7 years)

- 1976
  - „Yesterday, When I Was Young“ von Mario Cortesi, Schweizer Fernsehen DRS  – (Programmes for Young People)

- 1978
  - „Neues aus Uhlenbusch“, ZDF-Kinderserie – (Children´s Programmes)

- 1980
  - „Oh, wie schön ist Panama“ – WDR-Film nach dem gleichnamigen Buch von Janosch – (Story Telling)
  - „Als die Igel größer wurden“ WDR-Film – (Story Telling)

- 1982
  - „Kindergartenkonzert“ von Matthias Bamert, Schweizer Fernsehen DRS – (Music/Light Entertainment)

- 1984
  - „Die Curiosity-Show“, Southern Television, Australien – (Information)

- 1986
  - „Der kleine Bruder“ – Episode 18 der Jugendserie Bei uns und nebenan, Canadian Broadcasting Corp. – (Plays)

- 1988
  - „Moskito“, SFB-Sendung – (Prix Jeunesse independent from the categories)

- 1990
  - „Mich hat keiner gefragt – Wie Tony im Westen klarkommt“ von Claudia Schreiber, ZDF – (Information)
  - „Pinga geht verloren“ – 8. Episode der Animationsserie Pingu, SRG, Schweizer Fernsehen DRS – (Animation)

- 1992
  - „Bad Blood“ – Episoden 16/17 der Jugendserie Degrassi High, USA – (12–17 Fiction)

- 1994
  - „Rinnsteinpiraten“ – ZDF-Kurzfilm von Christina Schindler – (Up to 7 Fiction)

- 1998
  - „Zugvögel“ – Animationsfilm von Christina Schindler als Beitrag der ZDF-Sendung Siebenstein – (Up to 7 Fiction)

- 2002
  - „Können Schweine schwimmen?“ – Beitrag der Sendung mit der Maus – (Up to 6 Non-Fiction)
  - „Die Spezialistenshow“ – 63. Episode der ZDF-Fernsehreihe Achterbahn – (6–11 Fiction)
  - „www.die-maus.de“ – Webseite der Sendung mit der Maus – (Web Prize)

- 2004
  - „www.blaubaer.de“ – Webseite der WDR-Sendung Käpt’n Blaubär – (Web Prize – School-Age Category)

- 2006
  - „Pantoffelhelden“ – Animationsfilm des WDR – (Up to 6 Fiction)
  - „Kevin: Lasst mich reden!“ – Episode der ZDF-Dokureihe Stark! – Kinder erzählen ihre Geschichte – (12–15 Non-Fiction)

- 2008
  - „Ein sonniger Tag“ – Trickfilm von Gil Alkabetz – (Up to 6 Fiction)
  - „Unter Druck“ – 5. Episode der NDR-Kinderkrimireihe „Krimi.de“ – (Preis der Jugend-Jury und 12–15 Fiction & Non-Fiction)

- 2010
  - „Allein gegen die Zeit“ – KiKA-Abenteuerserie – (12–15 Fiction & Non-Fiction und Preis der Jugend-Jury)
  - „Der Grüffelo“ – britischer Trickfilm – (7–11 Fiction und Preis der Kinder-Jury)
  - „Der Kleine und das Biest“ – Beitrag der ZDF-Sendung Siebenstein – (Up to 6 Fiction)
  - „Moritz – wäre cool, wenn sie ein Engel wird“ – Episode der ZDF-Dokureihe Stark! – Kinder erzählen ihre Geschichte – (Heart Prize und Platz 2 12–15 Fiction & Non-Fiction)
  - „Cartoon Network Beatbox“ – Musiksendung bei Cartoon Network, München – (Platz 3 7–11 Non-Fiction)
  - „klangkiste.wdr.de“ – Webseite der WDR Soundbox – (Interactivity Prize 7–11)

- 2012
  - „Halbe Portionen“ – deutscher Jugendfilm (Regie: Martin Busker) – (12–15 Fiction & Non-Fiction und Preis der Jugendjury)
  - „Die fantastische Welt von Gumball“ – Episode The Quest – (7–11 Fiction)
  - „Ene Mene Bu“ – KiKA-Vorschulsendung – (Up to 6 Non-Fiction)

- 2014
  - „Burka Avenger“ – Episode 1 von Unicorn Black, Pakistan – (7–11 Fiction und Gender Equity Prize)
  - „Mein Sommer mit Papa“ – Episode 2 von Norwegian Broadcasting Corporation (NRK) – (Up to 6 Fiction)
  - „Livespiel“ – Serie von Ape&Bjorn AS/NRK – (1. Platz in der Kategorie 7–11 Fiction und 3. Platz vom Preis der Kinderjury in der Kategorie Fiction)
  - „Wolfblood“ – Staffel 1 von CBBC, UK – (4. Platz für 12–15 Fiction & Non-Fiction und 3. Platz beim Preis der Internationalen Jugendjury in der Kategorie 12–15 Fiction & Non-Fiction)
  - „Für Hund und Katz ist auch noch Platz“, 2. Platz für den Kurzfilm von Magic Light Pictures, UK – (7–11 Fiction)
  - „Die Sendung mit dem Elefanten“, Spezial zur Gebärdensprache, 4. Platz für die Vorschulkindersendung vom WDR, Deutschland – (Up to 6 Non-Fiction)
  - „Mascha und der Bär“, Episode La Dolce Vita, 4. Platz für die Computeranimationsserie von Animaccord Animati on Studio, Russland – (Up to 6 Fiction)

- 2016
  - „Lily's Driftwood Bay“ – Episode 35 von Sixteen South, UK  – (Up to 6 Fiction)
  - „The Boy on the Bicycle“ – Dokumentarfilm von Drummer TV Ltd., United Kingdom  – (7–10 Non-Fiction)

- 2018
  - „My Life: Born to Vlog“ von Blakeway North, United Kingdom – (11–15 Non-Fiction)
  - „Zombie Lars“ von Tordenfilm AS, Norway – (11–15 Fiction)
  - „The Handball Mission“ von DR Ultra, Denmark – (7–10 Non-Fiction)
  - „Revolting Rhymes“ von Magic Light Pictures, United Kingdom – (7–10 Fiction)
  - „Songfoni“ von NRK, Norway – (Up to 6 Non-Fiction)
  - „Phytagroaswitch: The Marble Brothers‘ Great Adventure“ von NHK, Japan – (Up to 6 Fiction)
  - „Polska Warrior“ von Armadillo Film, Netherlands – (Unesco Special Prize)
  - „Kirstjan“ von RTV SLO, Slovenia – (Unicef Special Prize)
  - „First Day“ von Epic Films, Australia – (Gender Equity Prize)